# Chaetocercus bombus
Chaetocercus bombus là một loài chim trong họ Trochilidae.